# Gold (personaje de Pokémon)
Jimmy ( ケンタ?, Kenta en japonés) del Pueblo New Bark (Pueblo Primavera) es un personaje del anime y de los juegos Pokémon, protagonista principal del especial Raikou, La Leyenda del Trueno.

## En el anime
Jimmy vive en el Pueblo New Bark, su Pokémon inicial fue un Cyndaquil, recibido del Profesor Elm al mismo tiempo que sus amigos Vincent (Jackson) y Marina. Al igual que Ash Ketchum está basado en Red (Rojo) de las versiones Rojo y Azul, Jimmy está basado en Gold (Oro), de las versiones Oro, Plata y Cristal.

### Pokémon que posee
Antes hay que aclarar que Gold no tiene un equipo oficial entonces los equipos de Gold son solo son pura especulación.
- Cyndaquil → Quilava → Typhlosion
- Weedle → Kakuna → Beedrill

### Curiosidades
- Cuando Jackson (Vincent) apareció en la Conferencia Plateada, se refirió a "Dani y Yoshi," haciendo creer a muchos que "Yoshi" era el nombre en inglés oficial para Jimmy, y "Dani" para Marina. Si ésta fue la intención original no se sabe. Sin embargo, en La Leyenda del Trueno, ellos son identificados como Jimmy y Marina.
- El nombre en inglés de Jimmy viene directamente del Pokémon Oro, Plata y Cristal. Hay un entrenador menor llamado "Kenta" en la versión japonesa cuyo nombre fue localizado como "Jimmy" en la traducción inglesa - un joven (Youngster) en la Ruta 3 con un Raticate y un Arbok. Los traductores aparentemente confundieron a este personaje con un personaje de anime no relacionado. Lo mismo ocurrió con Vincent.
- En una encuesta en la que los votantes debían votar al personaje que querían que volviera a tener una aparición en el anime, para sorpresa de muchos, Jimmy fue el ganador de la misma imponiéndose a personajes como Misty o Gary Oak, entre otros; Aunque aún no se ha desvelado una posible aparición, sí la han hecho algunos como Gary y Marina.

## En el Juego
Jimmy (Oro/Gold) aparece en las versiones Oro, Plata y Cristal de los juegos Pokémon correspondientes a la segunda generación. Es el protagonista del juego tal y como ocurre con rojo (Red/Rojo) en las versiones Rojo y Azul, de modo que Jimmy es el típico héroe silencioso al cual puedes renombrar.

## En el manga
Oro es el protagonista de la tercera temporada de la serie. Es un joven mentiroso, atrevido y aficionado al juego, a la par que astuto. Se encontró por vez primera con Plata en su pueblo, Primavera; allí, en el laboratorio del profesor Elm, Plata acababa de robar un totodile. Para combatirlo, además de su aipom cogió otro pokémon del laboratorio, cyndaquil. Plata escapó y, tras un encuentro con Pegaso, oficial de policía y líder de gimnasio, y lograr que el profesor Oak le diera a regañadientes una pokédex, usó la excusa de perseguirlo para quedarse el cyndaquil y marchar de aventura, siendo uno de sus objetivos lograr un autógrafo de Rosa, la locutora de Radio Trigal. En el encinar tuvo su primer encuentro con Máscara de Hielo, de quien tuvo que huir. En su segundo encuentro, en el Lago de la Furia, fue derrotado junto con Plata y hundidos ambos en fondo del lago, de donde fueron rescatados por Suicune, que los llevó a las Islas Remolino. Allí conocieron a Cristal y lucharon con ella contra Lugia, al que no llegaron a atrapar, pues Máscara de Hielo se les adelantó. Más tarde, a sabiendas por los profesores Elm y Oak de que Máscara de Hielo era un líder de gimnasio, llegó a la Meseta Añil junto a Cristal, donde se encontrarían todos los líderes de Kanto y Johto. Arruinada la inauguración de la Liga por el Nuevo Equipo Rocket, Oro y Cristal lucharon una vez más contra Máscara de Hielo, quien volvió a huir logrando sus propósitos; no obstante, antes de marcharse Oro descubrió su identidad: Fredo, el líder de gimnasio de Caoba. Todos los protagonistas de las tres primeras temporadas persiguieron a Fredo al encinar, donde lucharon contra él para evitar que capturara a Celebi, sin éxito. Sólo Oro se atrevió a seguir a Fredo sin protección a la dimensión intertemporal del altar del encinar, donde rompió la GSBall de Fredo y liberó a Celebi, quedando Fredo perdido en esta dimensión y muriendo. Volvió a tener un papel significativo en la sexta temporada, Esmeralda, y volvió a ser el protagonista en la novena, HGSS.

### Curiosidades
- En una encuesta de popularidad realizada en 2011 y publicada en el tomo 39 Oro quedó en segundo lugar, solo superado por Rojo y seguido por Rubí.[1]